# Ogle (DVD-spelare)
Ogle är en DVD-spelare för Linux. Ogle började utvecklas på Chalmers tekniska högskola i Göteborg. Den senaste stabila utgåvan är 0.9.2. Ogle är släppt under GNU General Public License.